# Disputa de gas entre Rusia y Ucrania

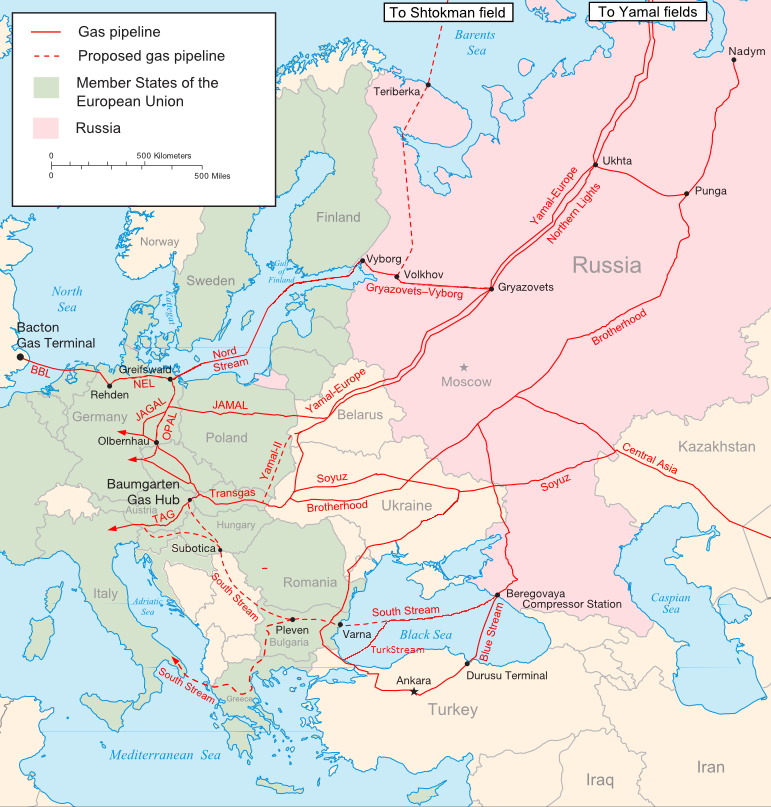
Mapa tuberías de gas rusas en Europa. (Existentes y propuestas)

Disputa de gas entre Rusia y Ucrania
La disputa de gas entre Rusia y Ucrania comenzó el 2 de enero de 2006 en el cual Rusia atacó a Ucrania el 24 de febrero de este mismo año debido a que Rusia quiso cambiar las tarifas del gas natural que vende a Ucrania; lo cual se adujo políticamente a su giro hacia el bloque europeo, dejando de lado el bloque ruso. Ésta subida proponía que el precio que pague Ucrania sea el precio de mercado y no el precio pactado.
Ucrania no estaba dispuesta a que sus tarifas se multipliquen de repente, lo cual ha llevado a una serie de disputas entre Rusia y Ucrania. Debido a que los gasoductos rusos pasan por Ucrania, esta crisis ha llevado al desabastecimiento de gas en Europa, que vio mermadas sus provisiones de gas en estados como Polonia, Austria o Hungría. Ucrania y Rusia se acusaron mutuamente de esa escasez: Ucrania acusó a Rusia de no bombear ese gas, y Rusia a Ucrania de robarlo.
Finalmente, el 4 de enero de 2006 se llegó a un acuerdo monetario para un plazo de cinco años que incluía un incremento de las tarifas que Ucrania cobra por el uso de los gasoductos en su territorio.
Sin embargo, el 10 de enero de 2006 el Parlamento Ucraniano destituye al Gobierno en represalia por el acuerdo de gas firmado, al considerar desfavorables las condiciones del acuerdo alcanzado con Rusia en torno al gas.